# Huis ter Heide (Utrecht)

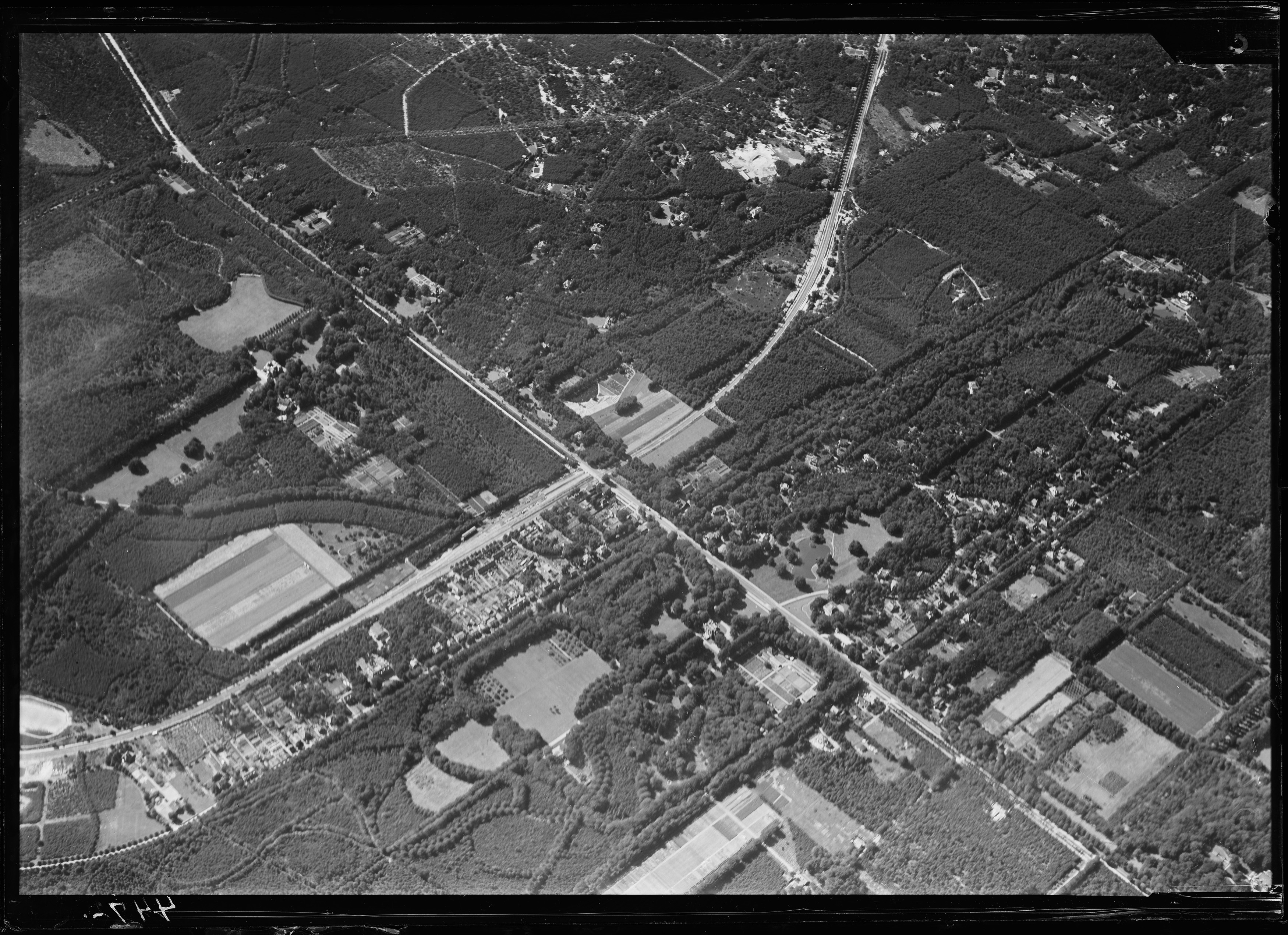
Luchtfoto van Huis ter Heide (1920-1940).

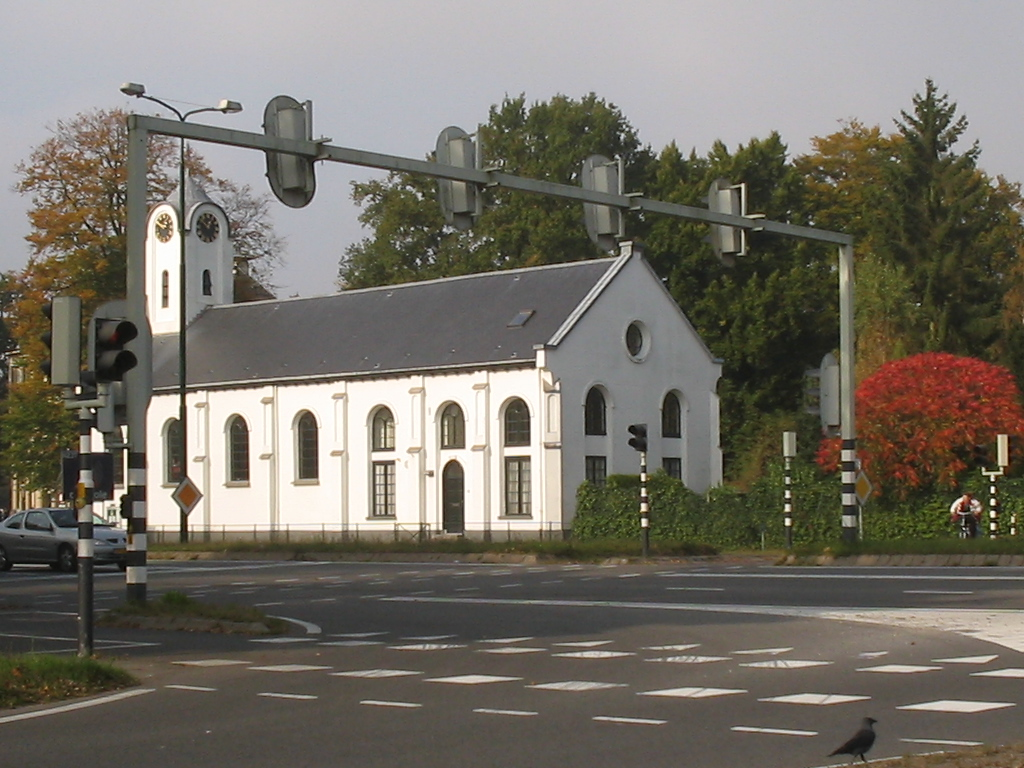
Het Witte Kerkje langs de N237

Huis ter Heide is een dorp in de Nederlandse gemeente Zeist (provincie Utrecht). Het is vastgegroeid aan Bosch en Duin en heeft 3.455 inwoners (2023). Het wordt doorsneden door de N237 en de N238. Het station Huis ter Heide werd in 1941 gesloten.

## Geboren
- Romualda Bogaerts (1921-2012)
- Cor van Dis jr. (1923-1994)
- Maaike Snoeijer (1976)
- Soraya Gerrits (2000)
- Senna Koeleman (2003)

## Woonachtig geweest
- Henk Bruna (alhier overleden; 2008)
- Annie Mulder van de Graaf (alhier overleden; 1968)
- Christiaan Posthumus Meyjes sr. (alhier overleden; 1922)
- Christiaan Posthumus Meyjes jr. (alhier overleden; 1974)
- Theodoor Gerard Schill (alhier overleden; 1914)
- Henk Vredeling (alhier overleden; 2007)
- Bob Goudzwaard (alhier overleden; 2024)
- Joost de Raad (alhier overleden; 2025)

## Prins Alexander Stichting
In Huis ter Heide bevond zich van 1911 tot 1989 een internaat van de Prins Alexander Stichting met de daarbij behorende school, Piet Oost School voor blinde en slechtziende kinderen. Het schoolgebouw alsmede de houten bijgebouwen zijn afgebroken en hebben plaatsgemaakt voor woningen.

## McDrive
Begin september 1987 genoot Huis ter Heide even landelijke bekendheid dankzij de opening van de eerste McDrive-vestiging van Nederland van fastfood-restaurantketen McDonald's. Dit kwam doordat op Vliegveld Soesterberg een grote Amerikaanse luchtmachtbasis was gevestigd, en de daar gelegerde militairen hetzelfde als in Amerika konden doen. Een McDrive is een zogenaamde drive-investiging, waar men zonder de auto te hoeven verlaten een bestelling kan plaatsen en ontvangen waarna de maaltijd/snack op het parkeerterrein, in de auto, of op een andere locatie (zoals thuis) genuttigd kan worden.